# Caligus orientalis
Caligus orientalis är en kräftdjursart som beskrevs av Gusev 1951. Caligus orientalis ingår i släktet Caligus och familjen Caligidae. Inga underarter finns listade i Catalogue of Life.